# Zasłona (dekoracja)

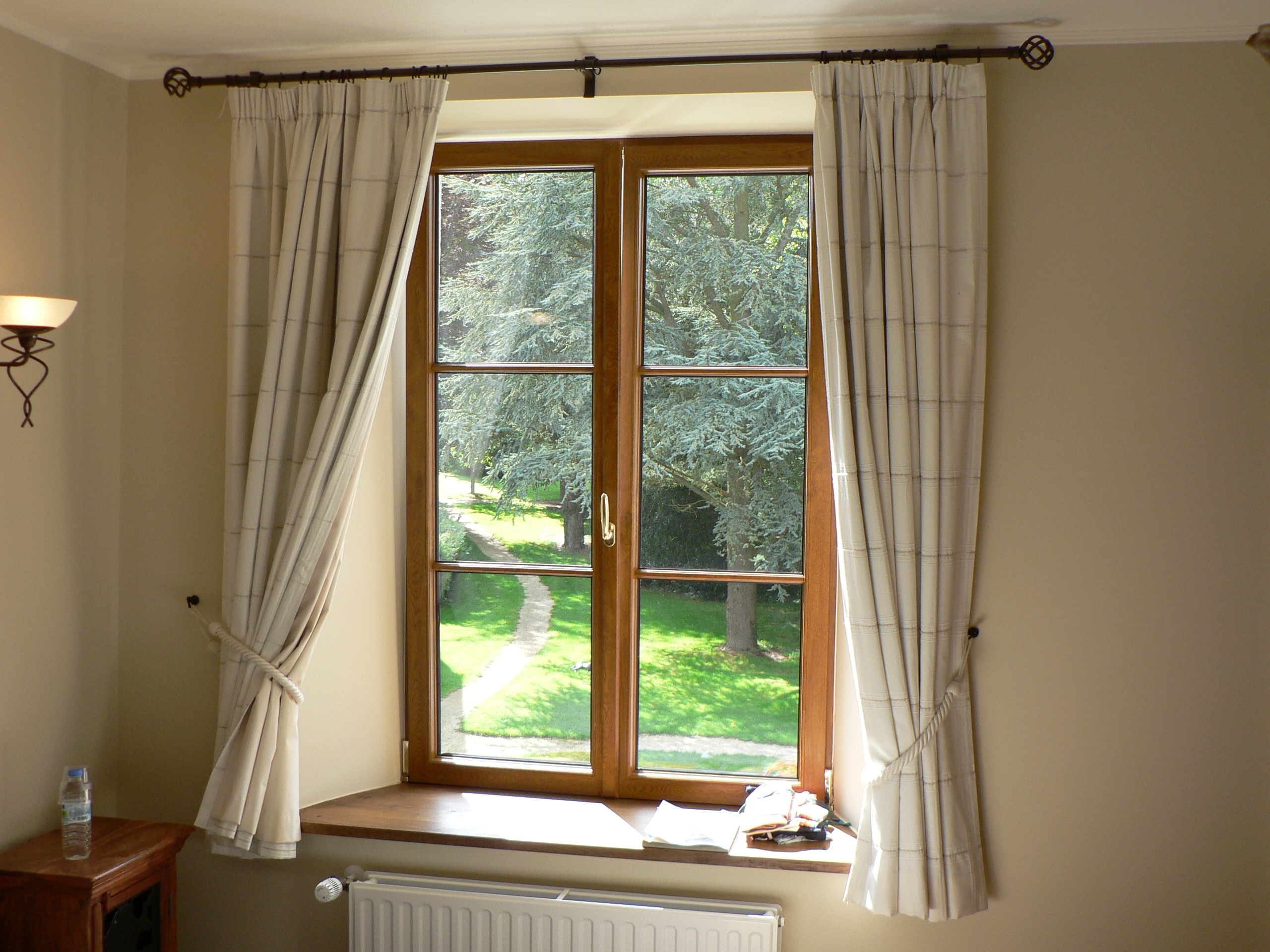
Zasłony zawieszone przy oknie

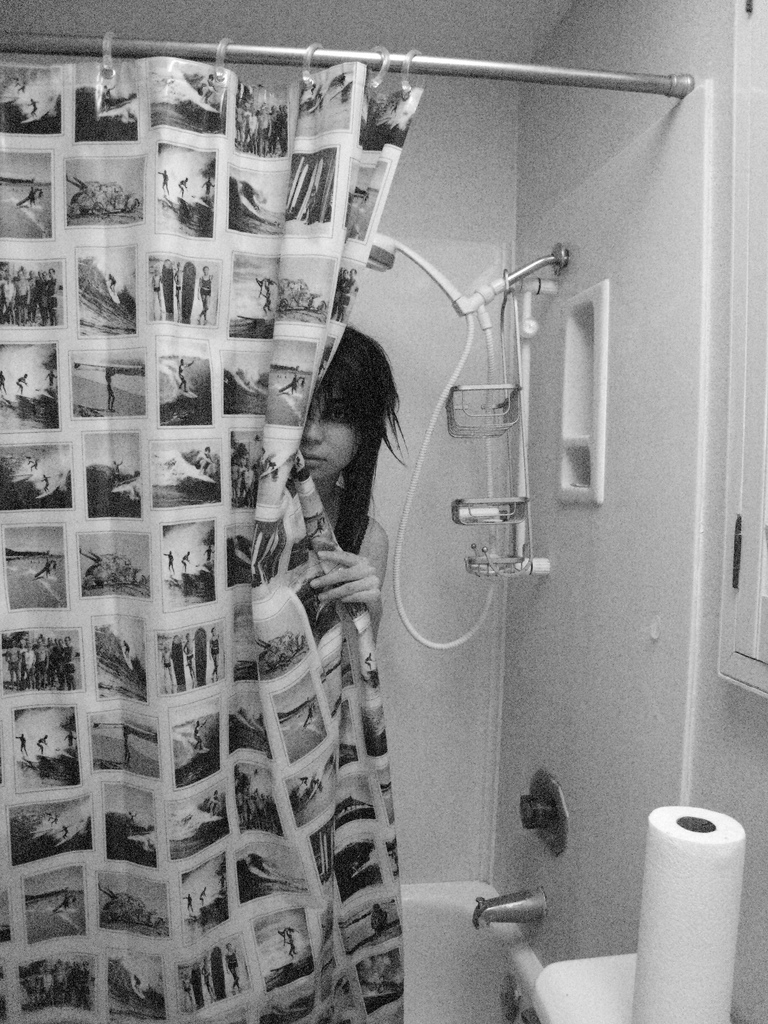
Zasłona łazienkowa (prysznicowa)

Zasłona – obszyty kawałek tkaniny o odpowiednich rozmiarach, spełniający rolę bariery chroniącej, limitujący ilość światła (ciepła) wnikającego do pomieszczenia i pełniący funkcje dekoracyjne. Zwykle zawieszony na karniszu. Niekiedy dodatkowo spięty szarfą lub chwostem. Zasłony zawieszane są przy oknach, przy wannach lub prysznicach oraz we wnętrzach (np. przy drzwiach). 
W przypadku zasłon okiennych stosuje się różne tkaniny: bawełniane, lniane, jedwabne, wiskozowe oraz poliestrowe. Zróżnicowane są również wzory, kolory, rodzaje splotu, struktury (kreton, satyna, żakard, szenila, welwet). W niektórych przypadkach występuje konieczność zastosowania tkanin specjalistycznych (do hoteli, restauracji, sal projekcyjnych), np. tkanin trudno zapalnych, tkaniny typu black-out (całkowicie nieprzepuszczających światła). Zasłony wpływają na styl wnętrza. Alternatywnie stosuje się rolety, żaluzje, panele materiałowe, romanetki (story) rzymskie, austriackie.
Innego rodzaju zasłony stosowane są przy wannach i prysznicach jako osłona przed rozpryskującą się wodą. W tym przypadku wykonane są najczęściej z folii (PEVA, poliester) lub impregnowanego materiału.